# Karl Friederich Fink
Karl Friederich Fink (* 26. Februar 1826 in Ramholz im Main-Kinzig-Kreis; † im 19. Jahrhundert) war ein deutscher Jurist und Mitglied des kurhessischen Kommunallandtages.

## Leben
Karl Friederich Fink war ein Sohn des Försters Friedrich Fink und dessen Ehefrau Charlotte Stelzner und absolvierte nach dem Studium der Staatswissenschaften sein Referendariat bei verschiedenen Verwaltungen. Am 26. November 1857 wurde er zum Kreissekretär beim Landratsamt Ziegenhain ernannt.
Er wechselte in den Polizeidienst (1860 Assessor bei der Polizeidirektion Hanau) und 1863 in gleicher Funktion zur Polizeidirektion Hanau.
Zum Jahresbeginn 1868 wurde er mit der kommissarischen Verwaltung des Landratsamtes Schmalkalden beauftragt.
Bei der Wahl zum kurhessischen Kommunallandtag, der nach der Annexion des Landes Hessen durch Preußen gebildet wurde, erhielt er am 9. Oktober 1868 79 von 138 Stimmen. Die Wahlbeteiligung lag bei 17 Prozent der Stimmberechtigten. Fink war Mitglied des Eingabenausschusses.
Im Juni 1869 wurde er als Regierungsrat zur Bezirksregierung Stralsund versetzt und von seinen Amtsgeschäften in Schmalkalden entbunden.
Über seinen weiteren Lebensweg gibt die Quellenlage keine Aufschlüsse.